# Geophis occabus
Geophis occabus là một loài rắn trong họ Rắn nước. Loài này được Pavón-Vázquez, García-Vázquez, Blancas-Hernández & Nieto-Montes De Oca mô tả khoa học đầu tiên năm 2011.